# Тиханово (Мосальський район)
Тиханово (рос. Тиханово) — присілок в Мосальському районі Калузької області Російської Федерації.
Населення становить 20 осіб. Входить до складу муніципального утворення Селище Раменський.

## Історія
Від 2004 року входить до складу муніципального утворення Селище Раменський.

## Населення
| 2002 | 2010 |
| ---- | ---- |
| 24   | ↘20  |